# Kočkodan talapoin
Kočkodan talapoin či talapoin angolský (Miopithecus talapoin) je úzkonosý primát, je to jeden ze dvou druhů rodu Miopithecus Geoffroy, 1862. Žijí ve vlhkých oblastech, jako jsou mokřady, pobřežní oblasti řek, mangrovové porosty a galeriové lesy, centrální Afriky do nadmořské výšky 700 m v areálu od Demokratické republiky Kongo do Angoly.

## Popis
Kočkodan talapoin je nejmenším kočkodanem. Dospělí jsou dlouzí od 35 do 55 cm a váží 0,8 až 1,9 kg, ocas mají dlouhý od 30 do 45 cm. Samice jsou menšího vzrůstu a jsou lehčí. Hlavu mají v poměru k tělu poměrně velkou. Mají nápadně velké oči a krátké čelisti. Srst bývá na horní části těla olivově žlutohnědá a na spodní straně je bílá až šedá. Obličej je lysý, lososově růžový, čenich mají obklopen řídkými černými chlupy.Po tváři se táhnou od nosu ke spánku pruhy černé srsti, na nose mívají černou skvrnu. Velké uši jsou také černé. Licousy jsou světle žluté. Končetiny jsou z vnitřní strany žlutošedé a z vnějšku žlutozelené. Dolní část končetin je slabě osrstěná černými chlupy, pod kterými prosvítá červenavá kůže. Ocas je šedavý, horní část je tmavší než spodní, přičemž špička je žlutočerná. Dospělý samec je vždy tmavěji vybarven než samice nebo mladí samci. Žije poměrně skrytě.

## Stravování
Z hlediska potravy se talapoin řadí mezi omnivory. Převážnou část potravy, asi 60%, tvoří kořínky, oddenky, semena, plody rostlin, traviny a vodní rostliny. Zpestřením jsou vejce, hmyz, housenky a drobní obratlovci. Jsou největšími hmyzožravci mezi úzkonosými opicemi. Dokáži najít potravu i pod vodní hladinou.

## Život v tlupě
Tvoří mnoho samco-samicová společenstva s 70 až 100 jedinci pouze v období páření. Společenství je vedeno několika dominantními samci, kteří jsou vůdci denních skupin. Při nočním odpočinku samice, mláďata a adolescenti tvoří centrální část skupiny, kdežto samci hlídají na okrajích. Skupina je velice pohyblivá. Přes den se společenstvo rozdělí na malé skupinky, s několika samicemi s mláďaty, vedené jedním samcem. Mimo reprodukční období při denním hledání potravy tvoří ostatní samci samostatné skupiny.
Území, které si nárokuje jedna skupina nebývá velké, avšak je úzce vázáno ke zdroji vody. Jsou dobrými plavci a potápějí se. Při obraně proti dravcům nebo když reagují na nějaký neznámý předmět, obklopí predátora či neznámou věc a provedou skupinový útok. Skupiny samic se chovají agresivněji než skupiny samců. Mohou žít bez rozmíšek s kočkodanem Allenovým
Vzájemná komunikace je stejně jako u ostatních kočkodanů optická, akustická, doteková a chemická. Hlasový projev je v porovnání s ostatními kočkodany mnohem chudší, ale je intenzivní a opice ho často používají. Chemická komunikace se omezuje na období páření. Mezi kočkodany je zvláštností, že při výhrůžném posunku vyceňují zuby, jako by s nimi někoho kousaly. Tento projev je u úzkonosých primátů neobvyklý.

## Rozmnožování
Samice se páří převážně s jedním dominantním samcem. Období říje je asi 30 dnů, mezi květnem a zářím. Březost trvá 155 – 165 dnů. Mezi listopadem a březnem se rodí jedno mládě o průměrné hmotnosti 200 g. Je kojeno jen šest týdnů. Vývoj mláďat je rychlý. Třetím dnem vnímají prostředí a události, jež se dějí v jejich bezprostřední blízkosti. Po dvou týdnech si troufnou vzdálit se od matky, po měsíci už je matky nepřenáší a pohybují se sami a do tří měsíců se zcela osamostatní. Pohlavní dospělosti dosahují samice mezi čtvrtým a šestým rokem života, kdežto samci až mezi pátým a sedmým rokem. Samice se mohou pářit každoročně.
Jelikož se často vyskytují v blízkosti zemědělsky obdělávaných polí, kde se živí ovocem, maniokem a obilím, nemají je místní zemědělci v oblibě. Stávají se kořistí leopardů, ženetek a sokolovitých i jestřábovitých dravců. Jsou ohrožování ničením lokalit svého přirozeného výskytu, zapříčiněného těžbou dřeva a rozrůstající se zemědělskou činností. V zajetí se dožívají až 28 let, rozmnožují se však zřídka.

## Sesterský druh
Druhým druhem rodu Miopithecus Geoffroy, 1862 je kočkodan severní (Miopithecus ougouensis) známý také pod jménem talapoin gabonský. Žije v areálu od Kamerunu do Demokratické Republiky Kongo ve stejném prostředí a obdobným způsobem jako předešlý druh, má ale vůči němu světlejší uši a nozdry.

## Chov v zoo
Na rozdíl od talapoina severního není chován v žádné evropské zoo. Najdeme jej však např. v areálu na Kanárských ostrovech.